# Aeroportul Orcas Island
Aeroportul Orcas Island (IATA: ESD, ICAO: KORS, FAA LID: ORS) este un aeroport din Comitatul San Juan, Washington, Washington, Statele Unite ale Americii. Aeroportul a fost tranzitat în 2019 de 18.410 pasageri. A fost numit după Orcas Island⁠(d).
Situat la o altitudine de 9 m, aeroportul dispune de 1 pistă.

## Infrastructură

### Piste
Aeroportul dispune de o singură pistă. Pista 16/34 are suprafața de asfalt și dimensiunile 2.901 picioare × 60 picioare. 